# Tolomeo di Megalopoli
Tolomeo, conosciuto come Tolomeo di Megalopoli (in greco antico: Πτολεμαῖος ὁ Μεγαλοπολίτης?, Ptolemaȋos o Megalopolítes; fl. 204-180 a.C.), è stato un militare, funzionario e scrittore egizio del periodo tolemaico, attivo sotto il regno di Tolomeo V Epifane.

## Biografia
Figlio di un certo Aghesarco, originario della città greca di Megalopoli, Tolomeo era una figura di rilievo già sotto Tolomeo IV; tuttavia, la prima notizia su di lui risale al 204 a.C., quando Tolomeo IV morì e Agatocle prese il potere come reggente: Tolomeo di Megalopoli fu quindi inviato a Roma come ambasciatore per informare la Repubblica del cambio di governo in Egitto e dei movimenti militari di Antioco III in Asia minore. Tolomeo diventò poi governatore militare (στρατηγός, strategós) di Cipro dal 197 al 180 a.C., assumendo anche il titolo di più alto ufficiale del culto di Tolomeo sull'isola.
Tolomeo scrisse anche una biografia in molti libri di Tolomeo IV (Αἱ περὶ τὸν Φιλοπάτορα Ἱστορίαι, Aí perì tòn Filopátora ístoríai), oggi andati perduti.
Tolomeo ebbe una figlia, Eirene di Alessandria, che vinse i giochi panatenaici nel 202 a.C. nella corsa con le bighe trainate da puledri.